# Август (герцог Коимбра)
Август де Саксен-Кобург-Готский и Браганса ((порт. Augusto de Saxe-Coburgo-Gota e Bragança), при рождении Август Мария Мигел Габриэль Рафаэль Агрикола Франсиско де Асис Гонзаго Педро де Алькантара Лиола де Саксен-Кобург-Готский и Браганса (порт. Augusto Maria Miguel Gabriel Rafael Agrícola Francisco de Assis Gonzaga Pedro de Alcântara de Loiola de Saxe-Coburgo-Gota e Bragança), 4 ноября 1847, Лиссабон — 26 сентября 1889, Лиссабон) — португальский инфант, герцог Коимбра, пятый сын короля Фернанду II и королевы Марии II.

## Биография
Инфант Август родился в Лиссабоне 4 ноября 1847 года, став самым младшим из всех выживших детей королевы Португалии Марии II и её второго супруга Фернанду II, принадлежавшего к династии Саксен-Кобург-Готов. После рождения инфант получил титул герцога Коимбра с обращением «Его Королевское Высочество».
В конце 1861 года трое старших братьев Августа, король Педру V, инфант Жуан и инфант Фернанду умерли от холеры. Сам Август выжил и стал наследником португальской короны после вступления на престол своего единственного оставшегося в живых старшего брата короля Луиша I. Герцог Коимбра оставался наследником престола до 28 сентября 1863 года, когда у его брата-короля родился сын инфант Карлуш, предпоследний король Португалии.
Он был одним из членов двора, принявших морганатический брак своего отца с Элизой Хенслер, в 1869 году.
Август не был женат, детей не имел. Был военным человеком, служил в португальских войсках, получил звание генерала. Скончался в Лиссабоне и был похоронен в усыпальнице португальских монархов, Пантеоне дома Браганса.

## Награды
- Орден Золотого руна[2];
- Орден Башни и Меча[3];
- Орден Непорочного зачатия Девы Марии Вила-Висозской[4].